# Fun & Serious Game Festival
Fun & Serious Game Festival  fue un festival de videojuegos anual que se celebró entre 2011 y 2021 en la ciudad española de Bilbao. Su objetivo era reconocer la importancia cultural de los videojuegos. Para ello se celebraban diversas actividades de ocio y formación como las VIT Talks y los Premios Fun & Serious.
El Fun & Serious Game Festival contaba con el apoyo del Gobierno Vasco, el Ayuntamiento de Bilbao y la Diputación Foral de Vizcaya. Además estaba patrocinado por el periódico El Correo. Entre los socios estratégicos del evento se encontraban marcas relevantes del sector como Microsoft, PlayStation y Ubisoft. El Festival contaba también con la colaboración de la Asociación Española de videojuegos (AEVI). 
El Festival concluía con la gala de Premios Titanium para los mejores juegos del año. En 2015 el Premio Titanium se presentó por primera vez en el festival. Este premio cambió su nombre y diseño, en referencia al titanio, un metal que representa la transición experimentada por la ciudad de Bilbao. En 2016 el número total de asistentes fue de 25.000 personas.[cita requerida]
En 2018, en su octava edición, el festival cambió su ubicación trasladándose al Bilbao Exhibition Centre de Baracaldo para poder aumentar el aforo habitual.
En diciembre de 2019, en su IX edición, Yōko Shimomura fue galardonada con el premio Titanium por su aportación en el mundo de la música de videojuegos. Además la compositora impartió una charla en las VIT Talks del festival.

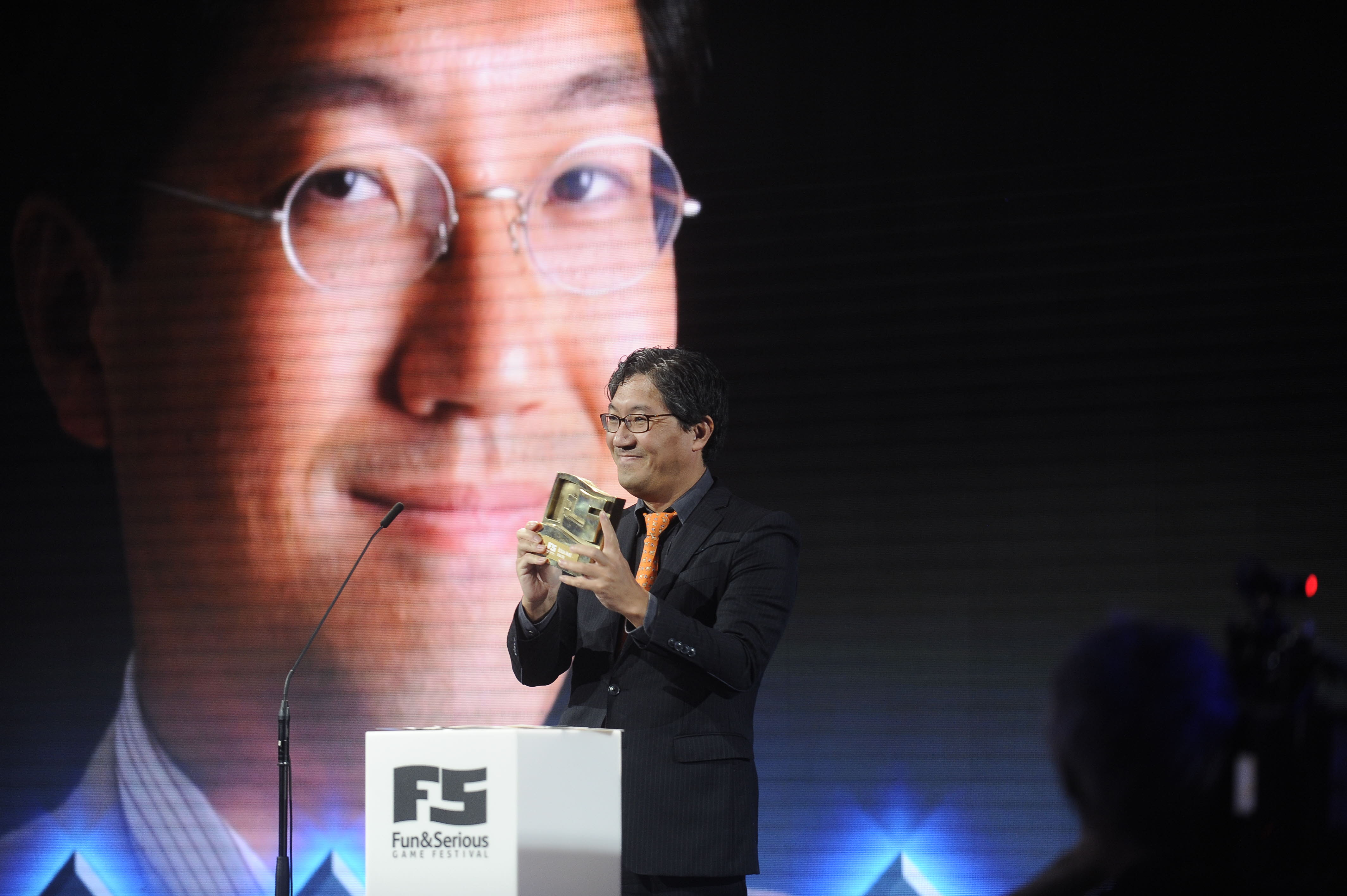
Yuji Naka, Premio Bizkaia 2018

La última edición con el nombre de Fun & Serious Game Festival se celebró en 2021, para transformarse en 2022 en un evento con enfoque exclusivamente profesional bajo el nombre de Bilbao International Games Conference (BIG Conference).

## Premios Titanium

### 2011
La primera gala de los premios Titanium se celebró el 8 de noviembre de 2011 en el Teatro Campos Eliseos de Bilbao y fue presentada por Patricia Conde y Alex Odogherty.
| Categoría                  | Ganador                           |
| -------------------------- | --------------------------------- |
| Juego del año (Europeo)    | Battlefield 3                     |
| Juego del año (No europeo) | Uncharted 3: La traición de Drake |

### 2012
| Categoría     | Ganador |
| ------------- | ------- |
| Juego del año | Halo 4  |

### 2013
| Categoría     | Ganador |
| ------------- | ------- |
| Juego del año | GTA V   |

### 2014
| Categoría     | Ganador                            |
| ------------- | ---------------------------------- |
| Juego del año | La Tierra Media: Sombras de Mordor |

### 2015
| Categoría         | Ganador               |
| ----------------- | --------------------- |
| Premio Bizkaia    | Alexey Pajitnov       |
| Premio Vanguardia | Tim Schafer           |
| Premio Honorífico | James Armstrong       |
| Juego del año     | The Witcher:Wild Hunt |

### 2016
La gala se celebró en el Museo Guggenheim de Bilbao y fue presentada por la actriz Itziar Atienza y el  periodista Toni Garrido. Los premios fueron entregados por Ed Vaizey , el jugador de baloncesto Álex Mumbrú y el comediante Hovik Keuchkerian.
| Categoría         | Ganador                             |
| ----------------- | ----------------------------------- |
| Premio Bizkaia    | Yuji Naka                           |
| Premio Vanguardia | Harvey Smith                        |
| Premio Honorífico | Warren Spector                      |
| Juego del año     | Uncharted 4:El Desenlace del Ladrón |

### 2017
La gala se celebró en el Museo Guggenheim de Bilbao y fue presentada por el periodista Iñaki López y la actriz Itziar Atienza.
| Categoría         | Ganador                                 |
| ----------------- | --------------------------------------- |
| Premio Bizkaia    | John Romero                             |
| Premio Honorífico | Jordan Mechner                          |
| Premio Vanguardia | Jeff Kaplan                             |
| Juego del año     | The Legends of Zelda:Breath of the Wild |

### 2018
| Categoría                          | Ganador                            |
| ---------------------------------- | ---------------------------------- |
| Premio Bizkaia                     | Fumito Ueda                        |
| Premio Honorífico                  | Brenda Romero                      |
| Premio Pionera                     | Jade Raymond                       |
| Juego del año                      | Red Dead Redemption 2              |
| Mejor Interpretación en castellano | Mario García (Marvel's Spider-Man) |

### 2019

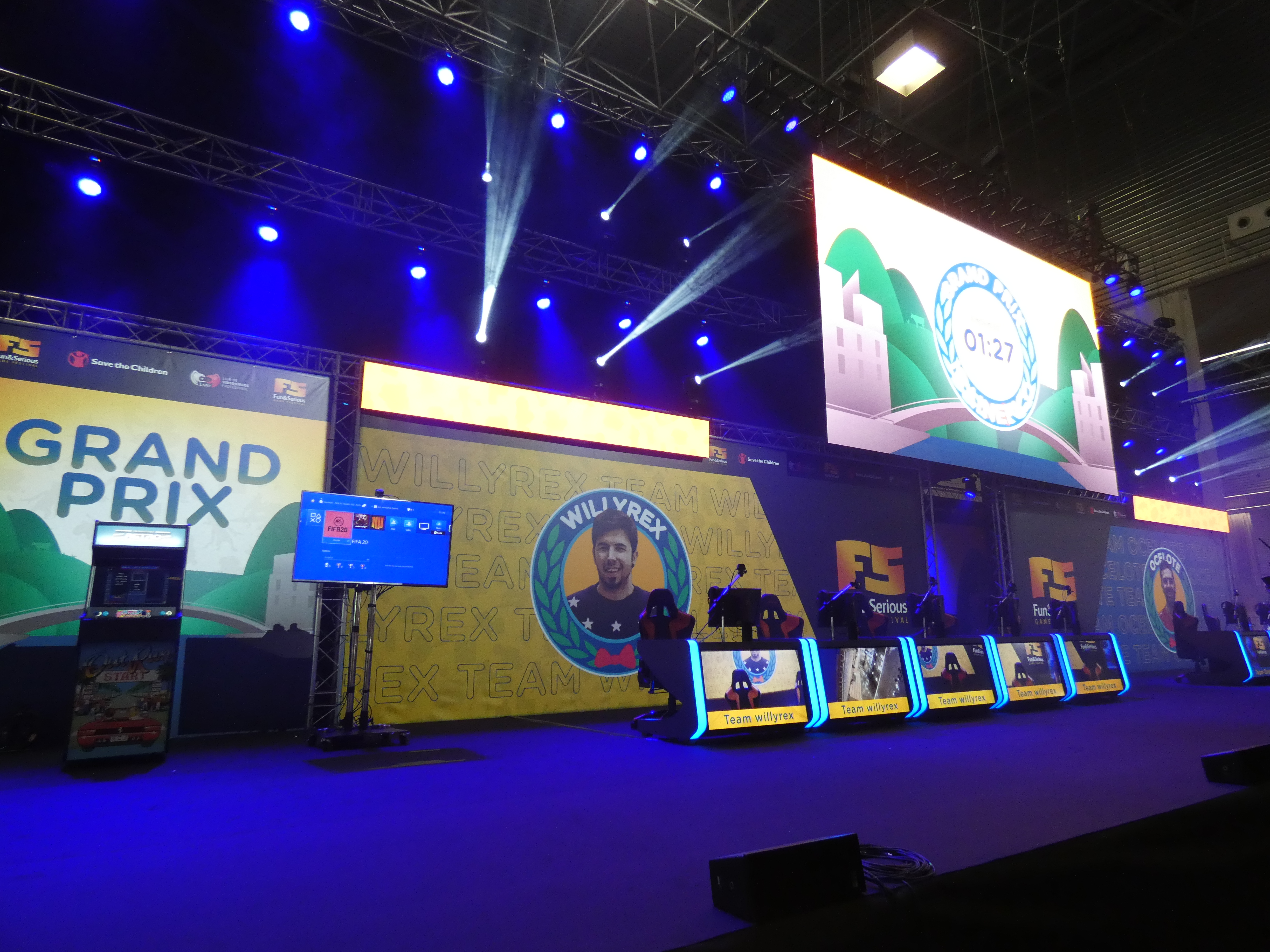
Fun and Serious 2019 en Bilbao.

| Categoría         | Ganador                      |
| ----------------- | ---------------------------- |
| Premio Bizkaia    | Tim Willits                  |
| Premio Vanguardia | Bruce Straley                |
| Premio Pionera    | Yōko Shimomura               |
| Premio Honorífico | Greg Street                  |
| Juego del año     | Star Wars Jedi: Fallen Order |